# 1950年代臺灣
| 世紀： | 19世紀臺灣 \| 20世紀臺灣 \| 21世紀臺灣                                                                                                   |
| 年代： | 1920年代臺灣 \| 1930年代臺灣 \| 1940年代臺灣 \| 1950年代臺灣 \| 1960年代臺灣 \| 1970年代臺灣 \| 1980年代臺灣                             |
| 年份： | 1950年臺灣 \| 1951年臺灣 \| 1952年臺灣 \| 1953年臺灣 \| 1954年臺灣 \| 1955年臺灣 \| 1956年臺灣 \| 1957年臺灣 \| 1958年臺灣 \| 1959年臺灣 |

1950年代臺灣在國共內戰後中華人民共和國成立及中華民國政府遷臺的背景下展開，為臺灣經濟初步復甦，政治充滿白色恐怖的年代，也是臺灣海峽兩岸軍事對峙最嚴峻的時期。經濟上，因美國實行對中華民國援外法案（Foreign Assistance Act）；對在臺中華民國政府提供經濟與軍事援助而讓台灣獲得從國共內戰後重建機會。1951年之後，加上美軍顧問團來臺，軍事獲得防衛力量的臺灣，經濟更獲穩固。獲此機會，臺灣中央與地方政府趁機配合推行土地改革，穩定農業並扶植工業及中小企業。歷年以來美國不斷加強對台灣軍事援助:193。美國對台灣之經濟援助，至1956年增至12,000萬美元:193。在中華民國政府領導下之臺灣省於各方面都有建設；影響深遠者有九年國民義務教育之推行，三七五減租，耕者有其田。此外，亦有推行農業機械化及農業技術改良，發展遠洋漁業，興建新型工廠，興建國民住宅、大型水庫、跨海和跨河大橋以及各地公路，並實施縣市長與省議員選舉及舉行各地之村里民大會。
1950年－1951年中華民國縣市長選舉是臺灣省戰後時期地方自治的開始，不少這次選舉的當選人與參選人成了各縣市地方派系形成的代表人物。臺灣在各項建設之突飛猛進，不僅為三民主義之模範省，其國民教育之全面普及，可為世界上其他國家所師法:182；臺灣開始經濟建設，目標在增加農業、工業生產:187。
在政治上，在臺灣的國民黨政府一方面確立「以黨領政」的發展方向，一方面在檢討國共內戰失敗原因後，於社會力行如政工制度、警總制度、軍統局的政治思想箝制。在保持政治穩定的前提下，雖然造成台灣經濟根底得以建立，也相對陸續發生如「匪諜案」或雷震事件等政治迫害事件。

## 軍事

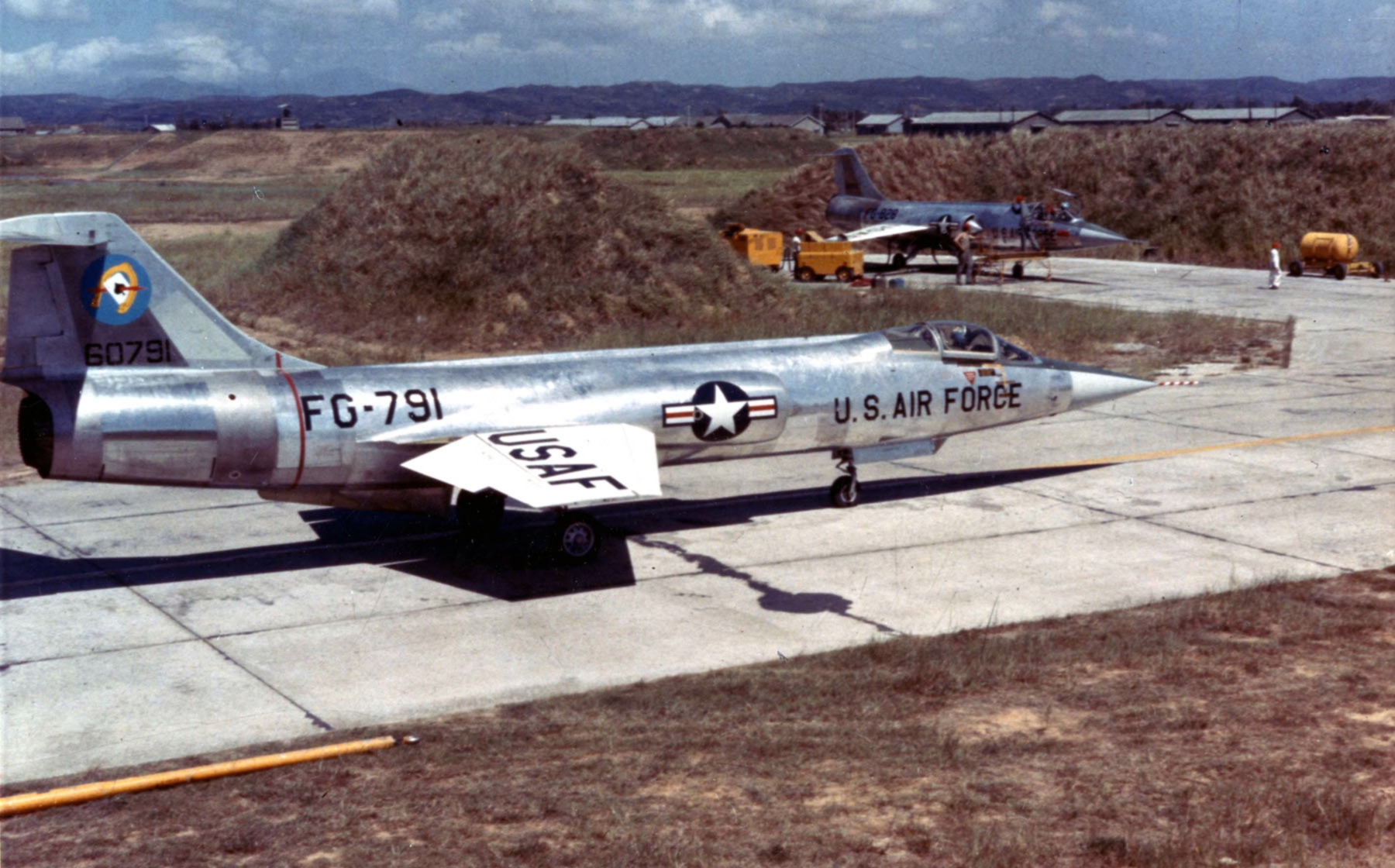
1958年9月15日，83戰鬥攔截中隊（83rd Fighter Interceptor Squadron）停放在桃園空軍基地的洛克希德F-104A型戰鬥機

隨著國共內戰大勢底定，大規模的軍事會戰已經不可能再出現，1950年代的國共戰爭規模均趨於中小型。不過相同的，隨著國軍部隊主力集中往台灣，與台灣距離較遠的沿海島嶼，陸續遭共產黨攻佔。而另一方面，也因為美軍介入，1950年代成為國共內戰的最後大衝突結束的年代。
1950年6月25日韓戰爆發，美國決定重新資助在台灣的中華民國政府。而美軍顧問團正是美國軍事援助的一部份。該美軍顧問團的正式名稱為「美國軍事援助技術團」（Military Assistance and Advisory Group），正式進駐的時間為1951年4月23日，首任團長則為美國陸軍少將蔡斯。
該團人數於1951年駐守臺灣，又因為1954年簽訂的《中美共同防禦條約》，駐台美軍最多達2347人。也因此成為一江山島戰役，大陳島撤退與八二三炮戰等1950年代多場戰役中，臺灣免於落敗的因素之一。

## 經濟
1950年代，台灣經濟發展強調進口替代，也就是中華民國政府採取各種限制措施，阻止特定外國工業品進口，其用意促進台灣境內產業相關工業品的蓬勃生產，最後使台灣本土工業產品逐漸於台灣供需市場替代外洋料。。在經濟推動實務上，因台灣1950年代初之國民生產毛額僅有150美元左右，與外貿易亦呈逆差，民間資本累積不易，因此該推行經濟重任皆由台灣境內較具規模公營事業擔任。也因此，1950年代中華民國政府官營產業的生產淨額超過台灣所有生產事業生產淨額之一半以上。
以國營事業支撐經濟的中華民國政府，仍積極引導台灣民間資金投入工業生產，且促成台泥、台紙、工礦、農林等四大公營事業的民營化。同一時間，更使用三七五減租等方式，強迫部分台灣地主放棄土地收益，以土地換得的債券或其他有價證券漸趨投入工業生產。在此情況下，台灣經濟不但得以發展迅速，並於大量減少佃農情況下，順利完成台灣有史以來的最大土地改革。
另外，1950年代台灣經濟的發展變數，也為大量外省人住民的移入。雖然近一百二十萬中國大陸移民讓台灣交通、環保、衛生等建設不敷使用，但其人力資源，仍對經濟有一定貢獻。隨後，台灣開始土地改革。同時，擴大社會福利建設，興建國民住宅，辦理低利貸款，鼓勵貿易、私人投資。整理保存文化遺產，矢言建設台灣為「反共復國的自由基地」。

## 白色恐怖與臺灣獨立運動

成立於東京的台灣共和國臨時政府國旗

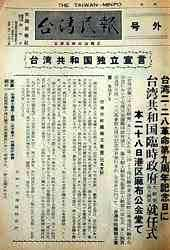
《台灣民報》報導台灣共和國臨時政府於1956年2月28日（二二八革命第九周年紀念日）成立，公布獨立宣言，廖文毅博士獲推選就任大統領

1950年代，於中華民國總統蔣中正主導下，台灣省警備總司令部藉戒嚴令為由，以《懲治叛亂條例》、《動員戡亂時期檢肅匪諜條例》等法律為法源，在擴充解釋犯罪構成要件後，縱容情治單位機關網羅所有人民的政治活動並限制之。在此國家公權力長期濫用情況下，人民基本言論或隱私權完全失去保障。
根據行政院法務部向立法院所提之一份報告的資料顯示，1950年代前五年，中華民國政府在台灣至少處決了4,000至5,000名，甚至於8,000名以上的臺灣和外省籍「匪諜」、知識份子、文化人、工人和農民，並將同樣數目的人判處十年以上有期徒刑到無期徒刑。這就是一般所謂的「台灣1950年代白色恐怖」。一直要到1984年12月，最後兩個1950年代的政治終身監禁犯林書揚與李金木，在坐滿34年又7個月以上的牢後，才釋放出獄。
1956年，台灣共和國臨時政府於二二八事件第九周年紀念日成立，公布獨立宣言，廖文毅博士獲推選就任大統領。

## 地方自治

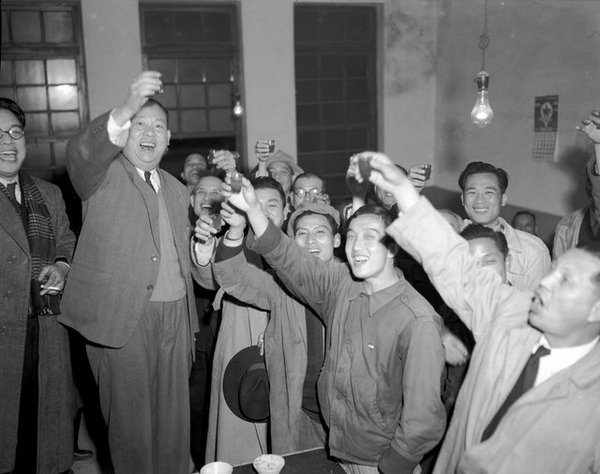
無黨籍台南人吳三連(左二)於1951年1月7日獲悉以65.5%高票當選台北市第一屆民選市長後在辦事處與支持者舉杯同歡。

面對輿論和民意機關之要求，1950年代的在台中華民國政府以「行政命令」架構地方自治體制。1950年4月5日，行政院通過「台灣省各縣市實施地方自治綱要」，准許台灣省試辦地方自治，同月24日由台灣省政府公佈實行。自實施地方自後，縣市長均由公民直接選舉，其下之鄉鎮及縣轄市區村里長亦同時由公民直接選舉。
1950年代的地方選舉雖無法影響中國國民黨統治基礎，但為統治方便與得到壓倒性的民意勝利，台灣的中國國民黨政府通常都會於此項制度實行時候，強力介入。其目的在於「避免形成全島性的組織力量對其統治構成挑戰，透過黨的政策宣示，禁止議員在議會內特別是省級以上的議會內，發展次級團體，杜絕跨縣市或全島性的串連。」

## 大事紀
- 1950年：
  - 1月13日——宋美齡自美國返回台灣[9]:63。
  - 2月10日——美國國務院正式聲明：美國政府承認中華民國政府為中國的政府；美國國務院反對在台灣實行公民投票，以決定台灣是否繼續為中國一個省，或交付託管，或成為一獨立國[10]。
  - 3月1日——蔣中正宣布復行視事，並發表文告[9]:63。在台北繼續行使中華民國總統職權。
  - 3月15日——美國參議院及眾議院外交委員會，通過5,000萬美元援華案[10]:309。
  - 3月25日——蔣經國被任命為中華民國國防部政治部主任。[11]:225
  - 4月——中國大陸災胞救濟總會成立[9]:64。
  - 5月1日——國防部政治部改稱為國防部總政治部，組織不變，蔣經國任國防部總政治部主任[11]:225。
  - 5月16日——蔣中正發表「為撤退舟山、海南國軍告大陸同胞書」，提出「一年準備，兩年反攻；三年掃蕩，五年成功」。
  - 5月17日——中華民國國軍撤離舟山群島。
  - 5月26日——沈鎮南資匪案。
  - 6月25日——韓戰爆發[9]:65。
  - 6月27日——美國總統杜魯門宣佈第七艦隊協防臺灣[9]:65。美國遏止對台灣之任何攻擊，關係大為改善，戰爭乃引起自由世界重視[1]:180。
  - 6月29日——美國第七艦隊的6艘驅逐艦，2艘巡洋艦和1艘運輸艦進入台灣海峽巡弋。
  - 7月26日——大膽島戰役開始。
  - 8月——援韓聯軍統帥麥克阿瑟訪台，蔣介石兩度接見會談，並分別發表聲明，蔣發表談話謂與麥帥會談已奠定共同保衛台灣與軍事合作之基礎。[9]:65
  - 9月——聯合國第五屆大會，否決印度、蘇聯牽引中共入會建議。[9]:66
  - 10月——中共「志願軍」30萬眾參與韓戰，全線反撲，聯合國軍被迫後撤。[9]:66
  - 11月——蔣號召中國大陸軍民「拒絕參軍獻糧，反對出國打仗」。[9]:66
  - 12月——聯合國軍自平壤敗退。[9]:66
- 1951年：美國開始對台灣提供軍事、經濟援助。
  - 2月——美國國務院顧問杜勒斯，於東京訪中华民国駐日代表團何世禮團長，交換對日和約意見。[9]:67中美兩國以換文方式成立「聯防互助協定」。[9]:67
  - 3月——美國國防部宣佈派遣軍事顧問團來華，蔡斯少將為團長。[9]:67
  - 5月1日——美國軍事援華團正式成立，5月2日在台北開始辦公。[10]:326
  - 6月2日——美國國務院1950年有關台灣前途文件，參議院調查通過發表。[10]:327
  - 9月8日——美國等48國與日本簽署舊金山和約，日本聲明放棄對台灣、澎湖的主權。
- 1952年：
  - 4月28日——「中日和平條約」在台北簽訂。[9]:70
  - 10月——閩海游擊隊突擊南日島，殲獲甚眾。[9]:71
  - 10月31日——中國青年反共救國團宣告成立，蔣介石兼任團長，蔣經國任主任。[9]:72
  - 11月——「貝絲」颱風成災，蔣特飭地方迅速辦理善後並救濟受災民眾。[9]:72
- 1953年：
  - 1月28日——西螺大橋通車。
  - 2月——美國艾森豪總統咨詢美國國會，決定解除台灣海峽中立化，下令第七艦隊廢除台灣海峽從事「中立巡邏」。[9]:72蔣介石發表聲明，確認艾森豪此舉乃為合理而光明之舉措。[9]:72
  - 3月5日——蘇聯官方宣佈，史達林因心臟病突發死亡，馬林可夫繼任總理。[9]:73
  - 3月——緬甸向聯合國控告台灣支持滇緬邊境反共游擊隊。[9]:73
  - 6月——美援第一批噴射機抵達台灣。[9]:74
- 1954年：
  - 1月23日——14209名留韓反共義士投奔台灣。[9]:76蔣致電美國總統艾森豪申致謝意，並發表聲明：志願遣俘成功，證明民主國家獲得主動；中國大陸同胞倘獲機會，亦必將為自由奮鬥。[9]:76
  - 6月——中華民國海軍於台灣海峽，截獲蘇俄油輪「陶甫斯」號。[9]:78
  - 9月3日——中華人民共和國開始炮擊金門，是為九三砲戰。
  - 9月——美國國務卿杜勒斯訪問台灣，拜會蔣介石會談中美有關問題。[9]:78
  - 11月1日——行政院國軍退除役官兵輔導委員會設立。
  - 11月14日——太平艦事件。
  - 12月3日——《中美共同防禦條約》於美國華盛頓正式簽字。[9]:79
- 1955年：
  - 1月20日——解放軍猛犯一江山戰役，守軍奮戰，全部壯烈。[9]:79
  - 2月——美國國務院宣稱：國際任何討論台灣問題之會議，倘無中華民國代表出席，美國決不參加。[9]:80
  - 2月7日至2月10日——浙江大陳島軍民撤退來台。
  - 2月28日——台灣共和國臨時政府成立。
  - 8月20日——孫立人事件，孫立人被迫下台，並被軟禁。
- 1956年
  - 4月——蔣經國就任行政院國軍除退役官兵就業輔導委員會主任委員。[9]:84－85
- 1957年：
  - 5月24日——輿論不滿劉自然案的判決，人民群聚攻擊美國駐台北大使館，包圍警局，是為五二四事件。
- 1958年：
  - 8月23日起——金門八二三炮戰。
- 1959年：
  - 8月7日——台灣中南部發生八七水災。